# Oskaloosa (Kansas)
Oskaloosa – miasto w Stanach Zjednoczonych, w stanie Kansas, siedziba administracyjna hrabstwa Jefferson.